# Mi madre era de Mariúpol
Mi madre era de Mariúpol es una obra de ficción de la escritora alemana Natascha Wodin, publicada en el año 2017. La autora investiga el origen de su madre Yevguenia, fallecida tempranamente, lo que hizo que fuera un misterio para ella. A través de la búsqueda de pistas, ilumina al mismo tiempo el terreno literario aún poco explorado de los trabajadores forzados reclutados por la Alemania nazi durante la Segunda Guerra Mundial. Esta obra autobiográfica o autoficcional ha sido premiada en varias ocasiones, incluyendo el Premio de la Feria del Libro de Leipzig en 2017. El éxito del libro, tanto entre lectores como críticos, llevó a la autora a su -tardío- reconocimiento como escritora.

## Sinopsis del libro

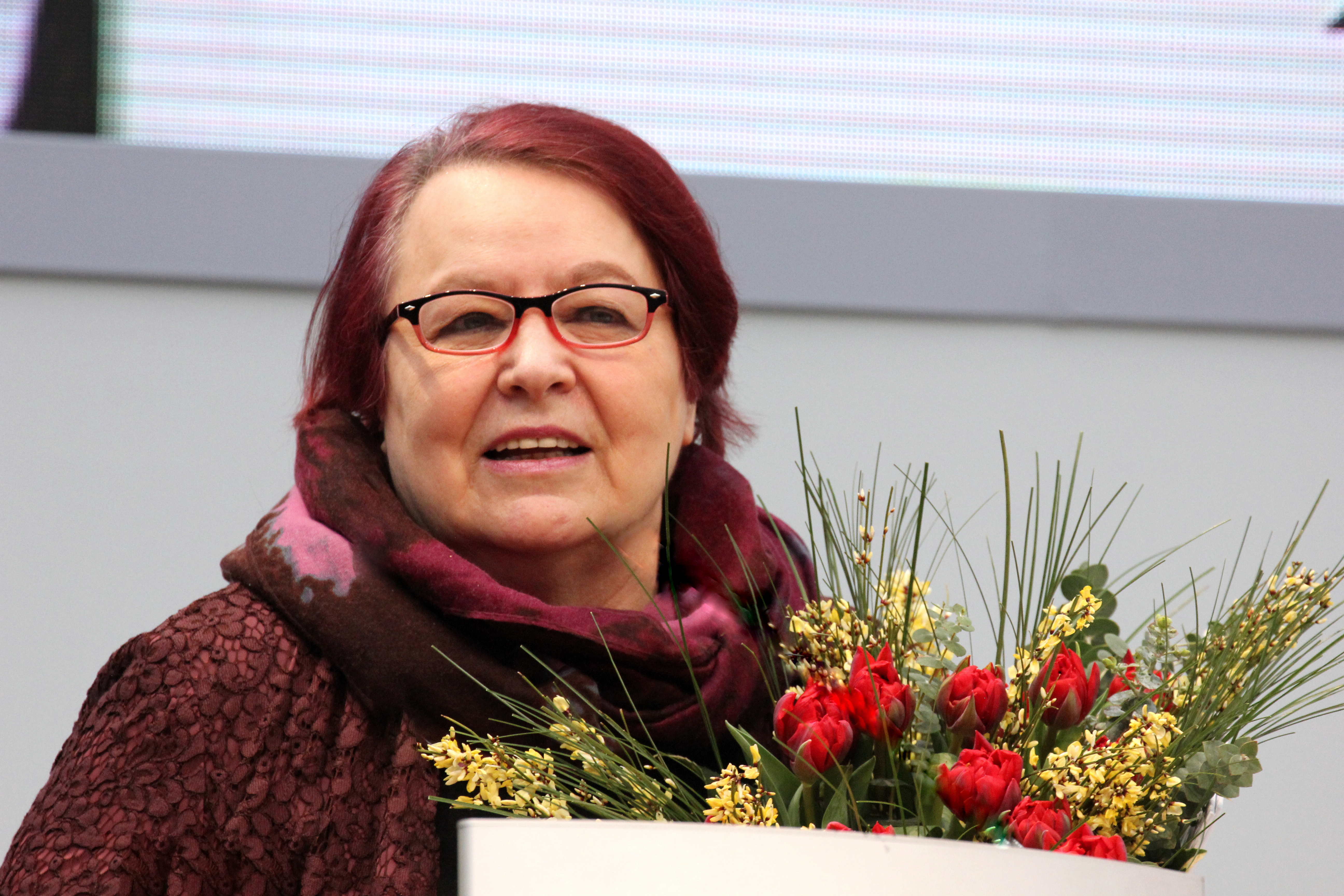
La autora Natascha Wodin en la Feria del Libro de Leipzig 2017.

El libro comienza con la búsqueda que realiza la narradora en primera persona por conocer sobre la vida de su madre, de quien tiene pocos recuerdos dado que se suicidó cuando era pequeña. Entre los pocos elementos que tiene, se encuentran la partida de matrimonio ucraniana de sus padres, una cartilla de trabajo de su padre, expedida en Leipzig (Sajonia, Alemania) el 8 de agosto de 1944, así como algunas pocas fotografías familiares, objetos y recuerdos difusos.
El texto se divide en cuatro partes. En la primera y más extensa, la narradora en primera persona intenta rastrear el origen de su madre Yevguenia. Ella tenía diez años cuando su madre se quitó la vida, y solo sabía de ella que había llegado a Alemania desde la ciudad de Mariúpol, ubicada en la costa del mar de Azov (Ucrania). Más tarde se enteró de que ella y su esposo habían sido reclutados como trabajadores forzados en la Alemania nazi. Así, logra ir reconstruyendo la historia de su madre, con la ayuda de un genealogista aficionado ruso, logrando recuperar un árbol genealógico rico, tanto literal como metafóricamente, que cuenta con antepasados nobles y burgueses, con raíces italianas y bálticas, una gran familia con algunos miembros destacados, vidas aventureras y convicciones aparentemente o realmente opuestas. 
La segunda parte responde indirectamente a esta pregunta. Es la versión ficcionalizada del diario de la hermana mayor de su madre, Lidia, escrita en su vejez, mirando hacia atrás en sus años jóvenes en los años 20 y 30. En esta parte, habla de la arbitrariedad y la violencia durante la guerra civil rusa y el estalinismo. Es en medio de este caos, en 1920, en que nace su madre, para quien su vida será un continuo de pérdidas, escasez, humillaciones y constante inseguridad. La autora plantea que, quizás debido a ello, y la búsqueda de una posible seguridad, su madre se habría empleado en la oficina de empleo de la autoridad de ocupación alemana en Mariúpol, se habría casado con un hombre 20 años mayor que ella, con quien poco compartía: el amor por el canto y el odio hacia Stalin.
La tercera parte comienza y termina con una verdadera huida de la pareja ante el avance del Ejército Rojo, ante el temor de ser acusados de colaboración. De esta forma, terminan trabajando en una fábrica de armas de Leipzig, conocida por sus condiciones de trabajo y vivienda particularmente inhumanas. Los horarios laborales de 12 horas en la línea de ensamblaje, agotan la salud de Yevguenia. Sin embargo, ante el colapso final de la Alemania nazi, logran escapar de Sajonia antes de la llegada del Ejército Ruso. 
Seis meses después, en diciembre de 1945, nace la narradora del libro. Después de cinco años de residencia ilegal en un cobertizo en el terreno de una fábrica en Núremberg (tolerado por el propietario) y otros dos en un campo para personas desplazadas, a la familia se le asigna un apartamento en un barrio en las afueras de  Forchheim (al norte de Baviera). La familia es considerada apátrida, con derecho de residencia. Sin embargo, su integración fracasa, incluso en la escuela. Sin embargo, ella aprende rápidamente el alemán. Conoce también el odio de la sociedad alemana, ya que escucha como se los acusa como rusos, como culpables de la guerra. Al mismo tiempo, se enfrenta a la negativa de sus padres a que use el alemán en su casa. Su padre está ausente largos periodos de tiempo debido a que consigue un trabajo en un coro cosaco. Su madre, finalmente, se suicida a los 36 años.

## Premios recibidos
- 2015: Premio Alfred Döblin, por el manuscrito.[4]
- 2017: Premio de la Feria del Libro de Leipzig en la categoría de Ficción.[5]
- 2017: Premio August-Graf-von-Platen-Preis.[6]